# Voleibol na Universíada
O voleibol é um dos esportes obrigatórios no programa esportivo da Universíada. Presente desde a primeira edição do evento, realizada em Turim, só não foi disputado nas edições de 1975 e 1989.